# Chelys

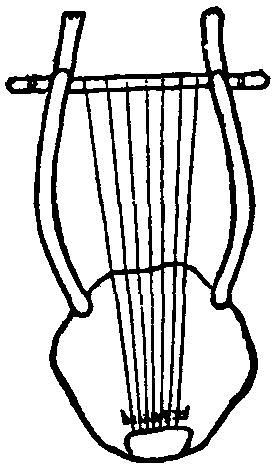
Desenho de um Chelys

Chelys é um antigo instrumento de cordas que, com o passar do tempo, deu origem à lira. Seu nome provém do grego, que quer dizer "tartaruga", devido ao fato de que o casco da tartaruga era usado como a caixa de ressonância do instrumento.